# ハドソン山
ハドソン山（Mount Hudson 、Volcán Hudson やCerro Hudson とも言う）は、アンデス山脈南端部を構成する山の1つである。アンデス山脈は環太平洋造山帯の一部であり、現在でも盛んに造山運動が起こっている場所である。また、この付近は火山帯でもあり、ハドソン山も活動中の火山である。

## 概要
チリ南部アイセン・デル・ヘネラル・カルロス・イバニェス・デル・カンポ州の州都コイハイケから南西に157 km離れた火山で、山頂の標高は1905 mである。ハドソンという山名は、19世紀に活躍したチリ海軍の水路測量技師、フランシスコ・ハドソン（Francisco Hudson）からとられている。多数の噴火記録があり、特に1991年の噴火は世界中に異常気象をもたらした。最近では2011年にも噴火している。

## 主な噴火歴

### 1971年の噴火
1971年の9月に起きた噴火では氷河が溶け、泥流が発生。これにより5人が死亡し、近隣の住民は避難した。この時の火山爆発指数は3だった。

### 1991年の噴火
8月から10月にかけて起きた噴火は大規模で、プリニー式噴火だった。二酸化硫黄やエアロゾルが含まれた大量の火山灰を成層圏まで噴き上げ、この時の火山爆発指数は5だった。この噴火による死者は出なかったが、数百人が避難した。
この噴火の数カ月前にはフィリピンにあるピナトゥボ山が今世紀最大の大噴火をしており、この噴火でも大量のエアロゾルが成層圏まで達している。これにより、オゾン層の破壊が進み、翌年の南半球の冬季には、南極上空のオゾンホールが過去最大になった。今回のハドソン山の噴火でも、南半球のオゾン層破壊に影響するほどの大規模だった。